# Parafia św. Marcina Biskupa w Mchach
Parafia Świętego Marcina Biskupa w Mchach – rzymskokatolicka parafia w Mchach, należy do dekanatu boreckiego archidiecezji poznańskiej. Została utworzona w XIV wieku. Mieści się pod numerem 28.
Od 1946 do 1954 proboszczem parafii był ks. Edmund Lewandowski.